# Rue Saint-Sulpice (Paris)
Pour les articles homonymes, voir Rue Saint-Sulpice.
La rue Saint-Sulpice est une rue de Paris située dans le 6e arrondissement de Paris.

## Situation et accès
Cette voie à statut de voie publique, à la fois dans le quartier de Saint-Sulpice, de Saint-Germain-des-Prés et de l'Odéon. Elle longe le côté nord de l'église Saint-Sulpice.
Le quartier est desservi par la ligne 4 aux stations Saint-Sulpice et Odéon et par la ligne 10 à la station Odéon.

## Origine du nom
Elle est ainsi nommée car elle longe l'église Saint-Sulpice.

## Historique
La rue prend son nom actuel en 1851 par la fusion des rues du Petit-Bourbon et du Petit-Lion.

### Rue du Petit-Lion
L'ancienne « rue du Petit-Lion » allait de la rue de Condé à la rue de Tournon.
Ouverte vers 1500, elle est dénommée à l'origine « ruelle descendant à la rue neuve de la Foire » ou « ruelle allant à la Foire » (marché Saint-Germain).
Elle prend le nom de « rue du Petit-Lion » au XVIIe siècle en référence à une enseigne.
Elle est citée sous le nom de « rue du Petit lyon » dans un manuscrit de 1636.
Elle s'est également appelée « rue du Petit-Lion-Saint-Sulpice », pour la distinguer de la rue du Petit-Lion-Saint-Sauveur (actuelle rue Tiquetonne).

### Rue du Petit-Bourbon
La rue du Petit-Bourbon, qui fait la jonction avec l'église Saint-Sulpice du XVIe siècle,, résulte elle-même de la fusion en 1816 de deux rues : la rue du petit-Bourbon (entre la rue de Tournon et la rue Garancière) et la rue des Aveugles (entre la rue Garancière et la place Saint-Sulpice).

Située dans l'ancien 11e arrondissement, quartier du Luxembourg, la « rue du Petit-Bourbon-Saint-Sulpice » commençait au nos 1-2 rue de Tournon et nos 101-70 et finissait nos 1-2 rue Garencière et rue des Aveugles. Les numéros étaient rouges. Le dernier numéro impair était le no 9, et le dernier numéro pair  était le no 12.
La rue du Petit-Bourbon est probablement nommée en référence à Louis III de Montpensier dont l'hôtel était situé entre les rues de Tournon et Garancière.
Elle est citée sous le nom de « rue du Petit Bourbon » dans un manuscrit de 1636.
En 1702, la voie, qui fait partie du quartier du Louvre, comporte 4 maisons et 4 lanternes.
En 1792, la « rue du Petit-Bourbon » est fusionnée dans la « rue du Petit-Lion », mais l'année suivante elle est renommée « rue du 31-mai » pour commémorer les journées du 31 mai et du 2 juin 1793 qui entrainèrent la chute des Girondins. Elle reprend officiellement son nom d'origine en 1815.

### Rue des Aveugles
Au nord de l'église, entre l'actuelle rue Saint-Sulpice et la rue Mabillon, s'étendait le cimetière des Aveugles. Ce petit cimetière, un des six sous la dépendance de la paroisse Saint-Sulpice, une des plus peuplées de Paris à l'époque, mesurait seulement 33 mètres sur 28, ouvert en 1664 et fermé en 1784.
La partie entre l'actuelle place Saint-Sulpice et la rue Garancière est citée sous le nom de « rue de l'Aveugle » dans un manuscrit de 1636 avant de porter les noms de « rue des Prêtres » (attestée en 1642), « rue du Cimetière-Saint-Sulpice », puis « rue des Aveugles » (après 1697).
Elle est citée sous le nom de « rue du Petit Bourbon » dans un manuscrit de 1636.
La rue des Aveugles se prolongeait jusqu'à la rue des Canettes jusqu'au milieu du XVIIIe siècle ; mais à cette époque les maisons situées au sud de cette section sont abattues pour former une petite place (partie de l'actuelle place Saint-Sulpice). La rue des Aveugles est incorporée à la rue du Petit-Bourdon en 1816. On peut toujours voir son nom gravé dans le soubassement de la tour nord de l'église Saint-Sulpice.

## Bâtiments remarquables et lieux de mémoire
- L'écrivain péruvien Mario Vargas Llosa (1936-2025) a habité la rue[8].
- No 15 : ancienne maison close Chez Alys, aujourd'hui disparue. Subsiste toutefois sur le sol de l'entrée le nom de l'établissement, en mosaïque[9].
- No 21 : l'écrivain André Gide habita l'immeuble faisant l'angle avec la rue de Tournon, au deuxième étage, à partir de l'âge de 6 ans[10].
- No 25 : immeuble privé, dans lequel habitèrent Pierre Guffroy, chef décorateur de cinéma (cinq fois césarisé, oscarisé en 1981 pour son travail dans le film Tess), ainsi que l'écrivain Georges Bataille, qui y vécut les derniers mois de sa vie, du 1er mars 1962 à sa mort, le 9 juillet 1962[11],[12].
- No 27 : hôtel de Fougères, hôtel particulier de la comtesse de Fougères, construit par l'architecte Charles Chamois (1610-1684) en 1630. Il appartient actuellement au Conseil de l'ordre des avocats[13].
- No 28 : dans cet immeuble habita la jeune poétesse roumaine Julia Hasdeu (1869-1888), comme le rappelle la plaque en bronze à son effigie en bas-relief, apposée sur le mur.
- No 29 : ancien magasin d'Eulalie Bouasse-Lebel (1809-1898), éditrice d'images religieuses[14].
- No 36 : ancienne maison close spécialisée dans la clientèle ecclésiastique[15], qui porte toujours son numéro doré sur fond bleu ciel imposé par la police[16].

- Place August-Strindberg, au croisement de la rue Garancière. Cette place occupe l’emplacement de la chapelle de la Communion qui fut détruite, en 1799, à la suite d'un incendie[17].

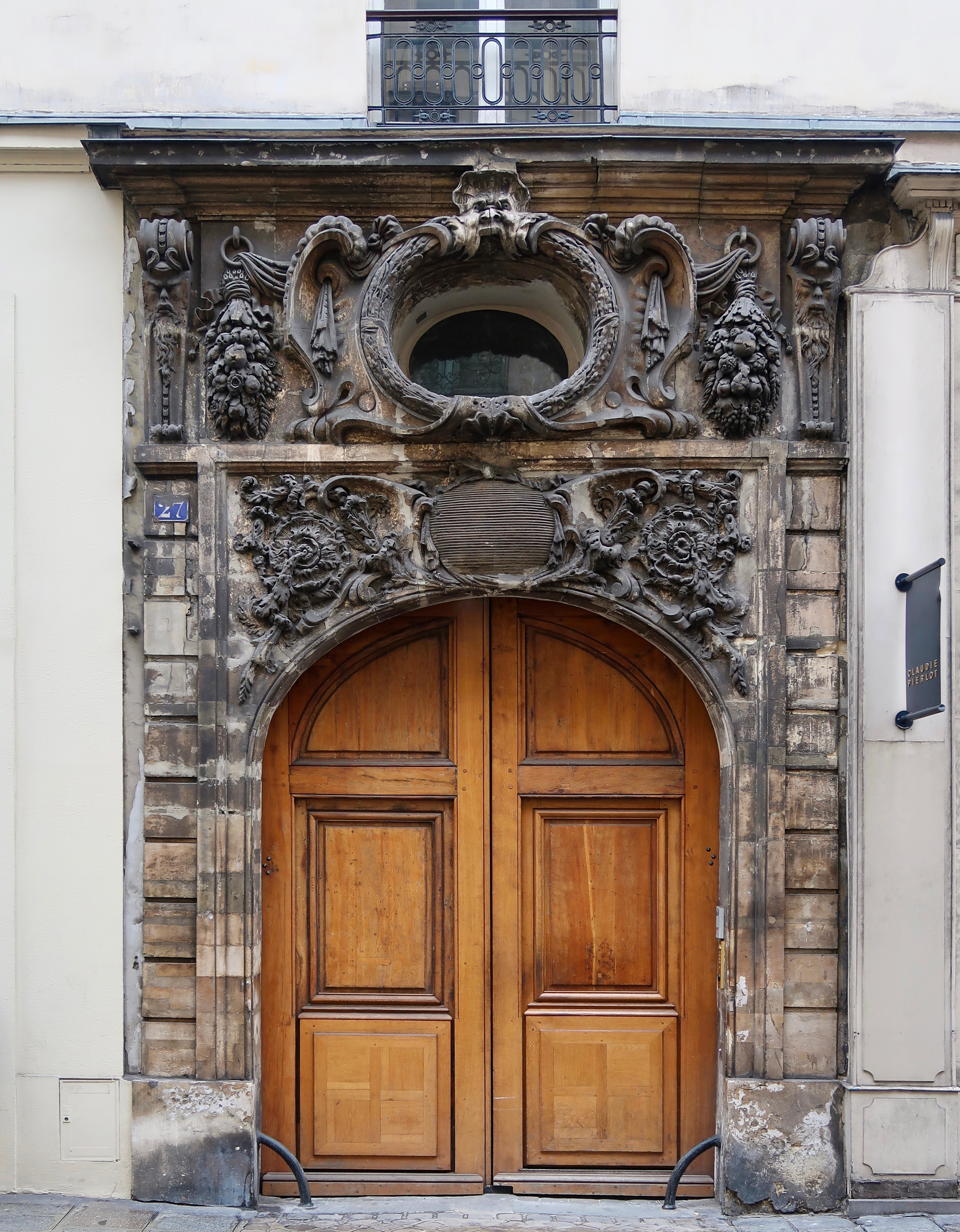
Porte du no 27.
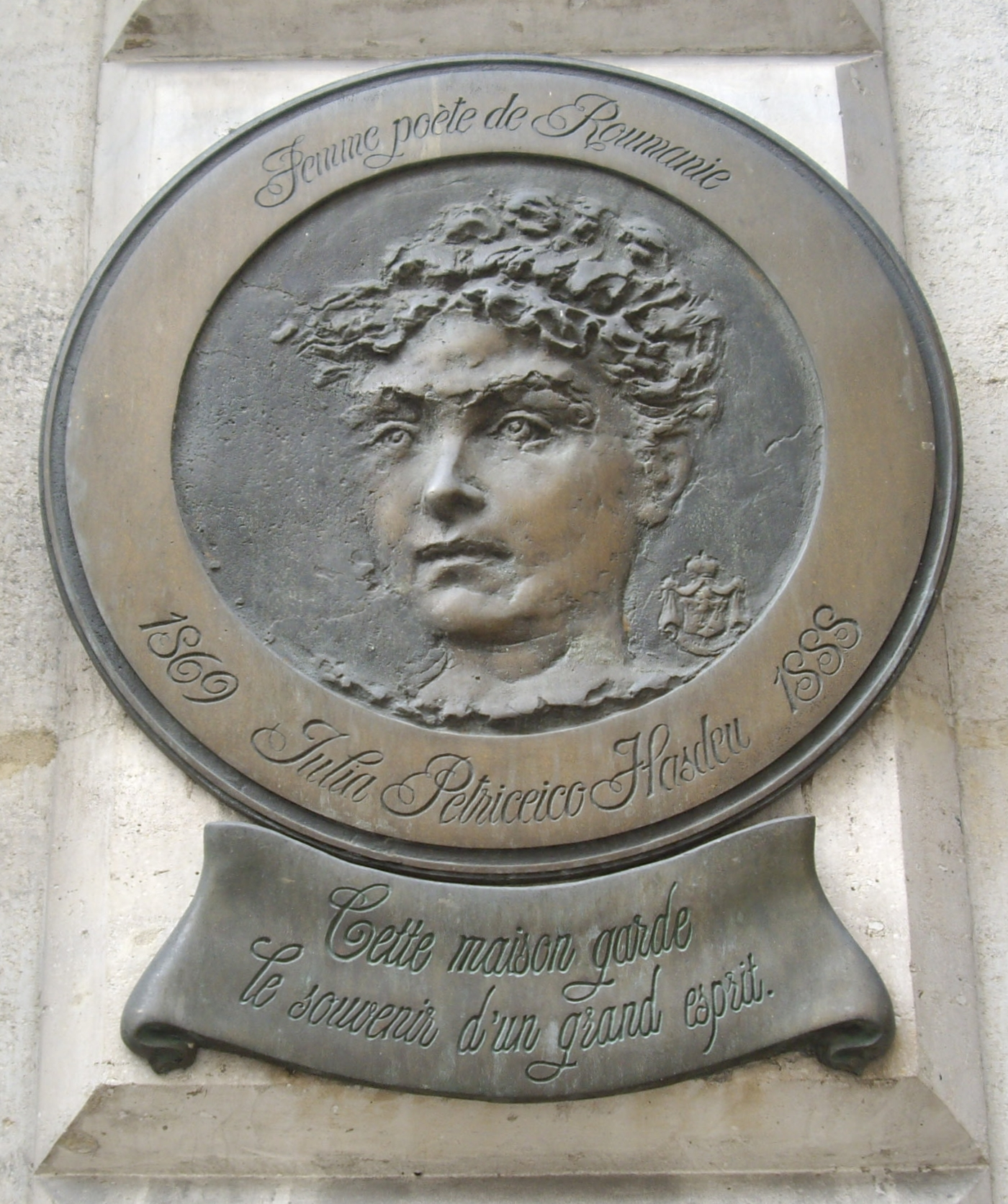
Plaque au no 28.
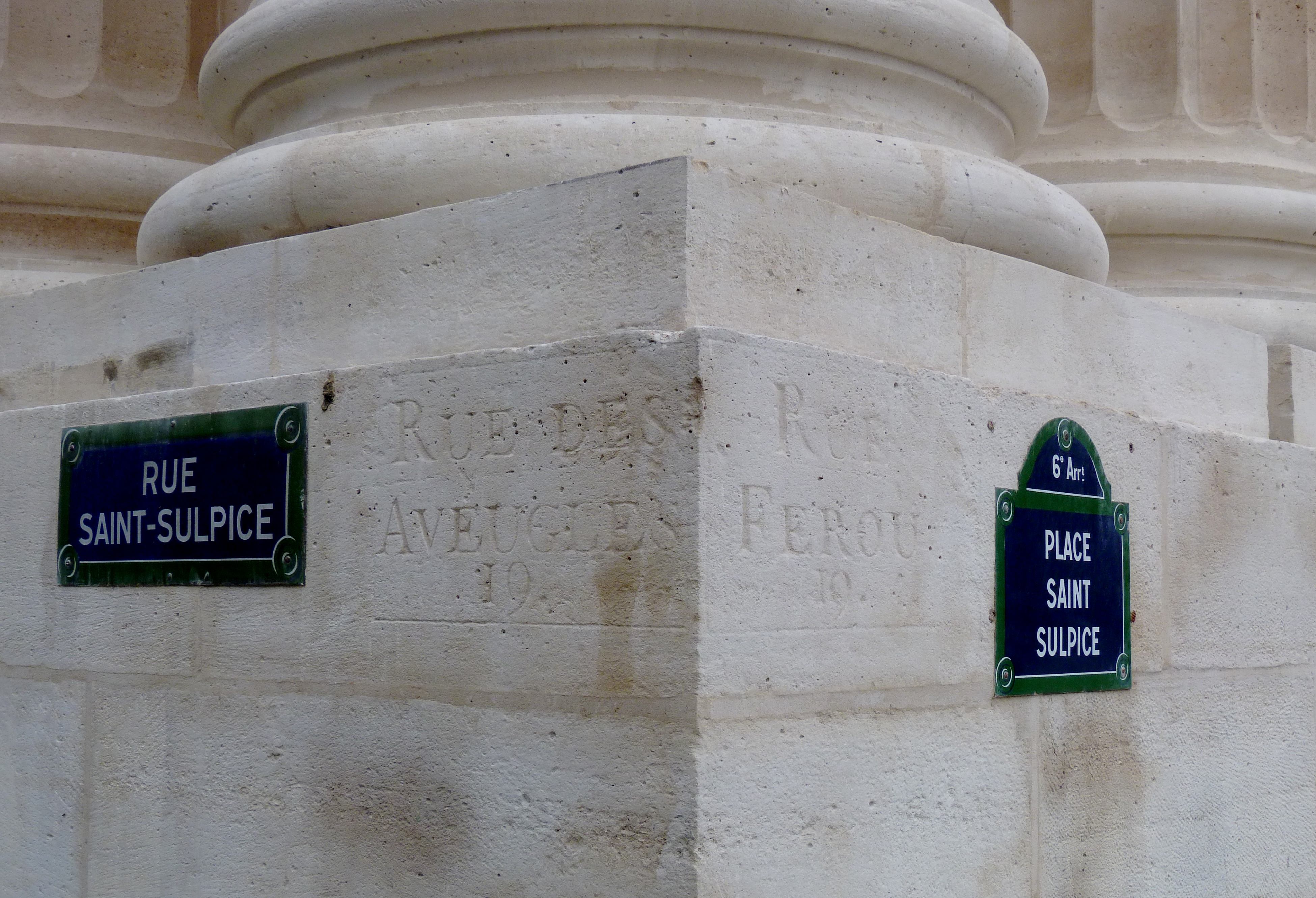
Ancien marquage gravé de la Rue des Aveugles sur l'église Saint-Sulpice.
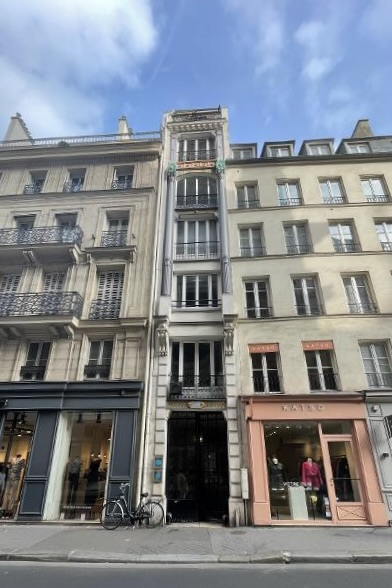
N°36, ancienne maison close.

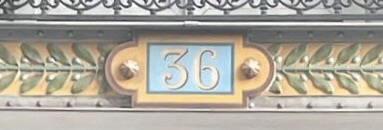
Numéro spécifique pour les maisons closes.